# Maria Pietilä Holmner
Maria Pietilä Holmner (* 25. Juli 1986 in Umeå; oft auch Pietilä-Holmner geschrieben) ist eine ehemalige schwedische Skirennläuferin. Sie war auf die Disziplinen Slalom und Riesenslalom spezialisiert, gewann vier Medaillen bei Weltmeisterschaften, davon zwei mit der Mannschaft, sowie drei Weltcuprennen und wurde 2006 Junioren-Weltmeisterin im Slalom. Ihr Bruder Johan Pietilä Holmner war ebenfalls Skirennläufer.

## Biografie
Pietilä Holmner fuhr im November 2001 ihre ersten FIS-Rennen und erreichte bereits im nächsten Monat die ersten Podestplätze. Sie kam im Februar 2002 erstmals im Europacup zum Einsatz, wo sie schon im ersten Rennen punkten konnte und noch vor Jahreswechsel ihr erstes Top-10-Ergebnis erreichte. Ab 2002 nahm sie auch jährlich an den Juniorenweltmeisterschaften teil.
Im Weltcup kam Pietilä Holmner erstmals am 26. Oktober 2002 im Riesenslalom von Sölden zum Einsatz. Sie qualifizierte sich in ihrem fünften Weltcuprennen, dem Riesenslalom in Åre am 22. Februar 2004, erstmals für den zweiten Durchgang und gewann mit Platz 15 ihre ersten Weltcuppunkte. Ab dem folgenden Winter 2004/05 startete sie regelmäßig im Weltcup. Sie erzielte zunächst weitere Top-20-Ergebnisse und fuhr bei den Weltmeisterschaften 2005 in Santa Caterina auf Platz 13 im Slalom und Rang 16 im Riesenslalom. Kurz nach der WM erreichte sie als Zehnte des Riesenslalom von Åre ihr erstes Top-10-Ergebnis im Weltcup. In weiterer Folge fand sie immer mehr den Anschluss an die absolute Weltspitze. Im Weltcup kamen in den nächsten drei Jahren insgesamt zwölf weitere Top-10-Ergebnisse im Riesenslalom und im Slalom hinzu, womit sie sich in beiden Weltcup-Disziplinenwertungen stetig verbesserte und in der Saison 2006/07 erstmals unter den besten 15 zu finden war. Gute Resultate gelangen Pietilä Holmner auch bei Großereignissen: Einem zehnten Platz im Riesenslalom der Olympischen Winterspiele 2006 in Turin folgte kurz danach der Juniorenweltmeistertitel im Slalom.
Den bis dahin größten Erfolg feierte sie bei ihren Heim-Weltmeisterschaften 2007 in Åre, als sie am 13. Februar hinter der Österreicherin Nicole Hosp die Silbermedaille im Riesenslalom gewann (nach dem ersten Lauf war sie mit 0,29 s Rückstand auf die führende Julia Mancuso auf Rang 6 gelegen). Den WM-Slalom beendete sie an elfter Position.
Ihren ersten Podestplatz im Weltcup erzielte Pietilä Holmner am 15. November 2008 als Zweite des Slaloms von Levi. Mit weiteren zehn Top-10-Plätzen in der Saison 2008/09 (je fünf im Slalom und im Riesenslalom) erreichte sie in beiden Disziplinenweltcups Rang 7 und im Gesamtweltcup Platz 13. Bei den Weltmeisterschaften 2009 in Val-d’Isère wurde sie Achte im Riesenslalom, doch im Slalom schied sie im ersten Durchgang aus. Ähnlich wie das Vorjahr verlief die Saison 2009/10: Pietilä Holmner erreichte zwar keinen Podestplatz, fuhr aber erneut elfmal unter die schnellsten zehn, womit sie Sechste im Riesenslalom-, Achte im Slalomweltcup und zum zweiten Mal Dreizehnte im Gesamtweltcup wurde. Bei den Olympischen Winterspielen 2010 in Vancouver verpasste sie als Vierte des Slaloms die Medaillenränge nur knapp, während sie im Riesenslalom mit Platz 24 deutlich hinter ihren Weltcupergebnissen zurückblieb.
Am 28. November 2010 feierte Pietilä Holmner im Slalom von Aspen ihren ersten Weltcupsieg – mit Laufbestzeit in beiden Durchgängen. Der zweite Sieg folgte am 2. Januar 2011 bei der Weltcup-Premiere des City Events in München. Sie verbesserte sich in der Saison 2010/11 im Slalomweltcup auf den vierten und im Gesamtweltcup auf den elften Platz, während sie im Riesenslalom nicht an die Vorjahresergebnisse herankam, nur einmal unter die schnellsten 15 fuhr und auf Platz 19 im Disziplinenweltcup zurückfiel. Beim Saisonhöhepunkt, den Weltmeisterschaften 2011 in Garmisch-Partenkirchen, gewann Pietilä Holmner zwei Bronzemedaillen im Slalom und im Mannschaftswettbewerb, im Riesenslalom wurde sie 22. Im Winter 2011/12 war Pietilä Holmners bestes Weltcupergebnis der zweite Platz im Slalom von Aspen, weitere zwei Mal fuhr sie unter die schnellsten fünf. Mitte Januar musste sie nach einem im Training erlittenen Kreuzbandriss im linken Knie die Saison vorzeitig beenden.
Bei den Weltmeisterschaften 2013 in Schladming gewann Pietilä Holmner die Silbermedaille im Mannschaftswettbewerb und 2015 in Vail/Beaver Creek die Bronzemedaille. Außerdem gewann sie in derselben Disziplin am 25. Februar 2014 in Innsbruck den nur zum Nationencup zählenden Bewerb vor Norwegen und der Schweiz. Nach einem schweren Sturz knapp vor dem Ziel im zweiten Durchgang des Riesenslaloms am 27. Dezember 2016 am Semmering zog sie sich einen Teilabriss des Innenbands sowie eine Knochenprellung zu. Sie musste eine mehrwöchige Rennpause einlegen, konnte jedoch bei den Weltmeisterschaften 2017 in St. Moritz wieder starten und gewann im Teambewerb eine Bronzemedaille.
Am 17. Januar 2018 erklärte Pietilä Holmner aufgrund andauernder Rückenbeschwerden ihren Rücktritt vom aktiven Skirennsport.

## Erfolge

### Olympische Spiele
- Turin 2006: 10. Riesenslalom, 21. Slalom
- Vancouver 2010: 4. Slalom, 24. Riesenslalom
- Sotschi 2014: 6. Riesenslalom

### Weltmeisterschaften
- Santa Caterina 2005: 13. Slalom, 16. Riesenslalom
- Åre 2007: 2. Riesenslalom, 11. Slalom
- Val-d’Isère 2009: 8. Riesenslalom
- Garmisch-Partenkirchen 2011: 3. Slalom, 3. Mannschaftswettbewerb, 22. Riesenslalom
- Schladming 2013: 2. Mannschaftswettbewerb, 6. Slalom, 18. Riesenslalom
- Vail/Beaver Creek 2015: 3. Mannschaftswettbewerb
- St. Moritz 2017: 3. Mannschaftswettbewerb, 14. Slalom, 25. Riesenslalom

### Weltcupwertungen
- Saison 2008/09: 7. Slalomweltcup, 7. Riesenslalomweltcup
- Saison 2009/10: 6. Riesenslalomweltcup, 8. Slalomweltcup
- Saison 2010/11: 4. Slalomweltcup
- Saison 2012/13: 7. Slalomweltcup
- Saison 2015/16: 8. Riesenslalomweltcup, 9. Slalomweltcup

### Weltcupsiege
- 10 Podestplätze in Einzelrennen, davon 3 Siege:

| Datum             | Ort     | Land        | Disziplin      |
| ----------------- | ------- | ----------- | -------------- |
| 28. November 2010 | Aspen   | USA         | Slalom         |
| 2. Januar 2011    | München | Deutschland | Parallelrennen |
| 13. Dezember 2014 | Åre     | Schweden    | Slalom         |

- 5 Podestplätze bei Mannschaftswettbewerben, davon 2 Siege

### Juniorenweltmeisterschaften
- Tarvis 2002: 28. Slalom
- Briançonnais 2003: 20. Slalom, 27. Riesenslalom
- Maribor 2004: 12. Super-G, 14. Slalom, 19. Riesenslalom
- Bardonecchia 2005: 6. Slalom. 8. Riesenslalom, 13. Super-G
- Québec 2006: 1. Slalom, 10. Riesenslalom

### Weitere Erfolge
- 9 schwedische Meistertitel:
  - 5× Slalom (2004, 2006, 2009, 2011, 2017)
  - 1× Riesenslalom (2004)
  - 1× Parallelslalom (2006)
  - 2× Kombination (2004, 2009)
- 1 Podestplatz im Europacup
- 2 Podestplätze im Nor-Am Cup
- 15 Siege in FIS-Rennen